# Ditta Pásztory-Bartók
Ditta Pásztory-Bartók   (Rimavská Sobota, 31 d'octubre de 1903 - Budapest, 21 de novembre de 1982) fou una pianista hongaresa i la segona esposa del compositor Béla Bartók. Va ser la dedicatària d'algunes de les obres del seu marit, incloent-hi A l'aire lliure i el Tercer Concert per a piano.

## Biografia

### Abans de la Segona Guerra Mundial
Edith (Ditta) Pásztory va néixer a Rimaszombat, Àustria-Hongria (ara Rimavská Sobota, Eslovàquia) el 1903, filla d'un professor de piano i d'una mestra d'institut. Va estudiar piano al Conservatori de Budapest, obtenint el seu diploma en 1921. En 1922 va anar a estudiar a l'Acadèmia Reial de Música Franz List per fer estudis complementaris. Allà va esdevenir alumna privada de Béla Bartók.
Bartók es va divorciar de Márta Ziegler (1893-1967), la seva esposa en aquella època, el juny de 1923. Sentia atracció per les noies i les dones considerablement més joves que ell: Márta tenia només setze anys quan es van casar el 1909, quan ell ja havia fet els vint-i-vuit. En el cas de Ditta, ella en tenia 19 i ell 42. Després d'una de les classes, Bartók li va demanar matrimoni, concedint-li només tres dies per a prendre una decisió. Fins aquell moment, la seva relació havia estat estrictament la corresponent a mestre i alumna. Ditta va acceptar, van obtenir una llicència especial i es van casar al cap d'una setmana, el 28 d'agost de 1923. El seu fill Peter Bartók, l'únic fill d'ella però el segon del seu marit (després de Béla Bartók III, nascut el 1910) va néixer el 1924. El 1926, Béla Bartók va dedicar la suite A l'aire lliure a Ditta.
Ditta va abandonar la carrera de solista, però va constituir un duo pianístic amb el seu marit. Al costat dels percussionistes Saul Goodman i Henry Deneke, Béla i Ditta Pásztory-Bartók van estrenar Sonata per a dos pianos i percussió de Bartók el 16 de gener de 1938, en el concert d'aniversari de la Societat Internacional de Música Contemporània en Basilea, Suïssa. Van continuar amb concerts a dos pianos pertot arreu d'Europa. El 1940 Bartók va fer un arranjament de dos pianos de set de les peces de Mikrokosmos, per a proporcionar algun repertori addicional al duo. Aquell any van emigrar als Estats Units per a fugir del Nazisme. El seu concert final abans d'emigrar va tenir lloc a Budapest el 8 d'octubre de 1940. Van arribar a la ciutat de Nova York el 29 o 30 d'octubre.

### Als Estats Units
Als Estats Units, la seva vida va estar caracteritzada pels problemes financers, l'aïllament cultural i social, i la manca de satisfacció artística. Per contrast a Bartók, qui parlava fluidament l'anglès, l'alemany, el rus i altres llengües, Ditta no podia parlar ni entendre res de l'anglès, per la qual cosa el seu marit havia de fer de traductor per ella. La música de Bartók no era interpretada per les orquestres ni pels conjunts de cambra estatunidencs, i rebien poques demandes per a oferir concerts com a pianistes. Durant aquell temps, Bartók va contreure leucèmia, tot i que mai es va fer públic.
Un dels pocs valedors que va tenir Bartók va ser el seu compatriota Fritz Reiner. Amb el seu suport i sota la seva batuta, Bartók i Ditta van estrenar el Concert per a dos pianos, versió orquestral de la Sonata per a dos pianos i percussió, el 31 de gener de 1943, al Carnegie Hall de Nova York, amb l'Orquestra Filharmònica de Nova York. Va ser l'última vegada que Bartók va actuar en públic.
Encara malalt, va semblar que Bartók millorava després de rebre un cert nombre d'encàrrecs: de Serge Koussevitzky pel Concert per a orquestra (agost–octubre 1943), de Yehudi Menuhin per la Sonata per a violí solista (novembre de 1943-març de 1944) i de William Primrose pel Concert per a viola. Va començar a escriure un tercer concert de piano com a regal sorpresa per a Ditta, per al seu el seu 42è aniversari, que se celebraria a finals d'octubre de 1945. Però la seva recuperació fou il·lusòria i va morir a Nova York el 26 de setembre de 1945. Va aconseguir, no obstant, acabar la partitura del Concert per a piano núm. 3, tret dels darrers 17 compassos, però va deixar instruccions de com terminar-ho. Tibor Serly les va utilitzar per a completar l'obra. El Concert per a viola era només un esborrany, però malgrat això Serly el va terminar i orquestrar.
L'honor de l'estrena del Tercer concert per a piano, en febrer de 1946, va anar a György Sándor, però va ser Ditta Pásztory-Bartók qui ho enregistrés en 1964, amb l'Orquestra Filharmònica de Viena conduïda per Tibor Serly.

### Retorn a Budapest
Després de la mort de Bartók, Ditta va retornar en 1946 a Budapest, on va romandre per la resta de la seva vida, dedicant-se a promoure la memòria del seu marit. Va fer concerts de les seves obres, freqüentment amb Erzsébet Tusa. També va enregistrar algunes peces de Mikrokosmos.
Ditta Pásztory-Bartók va sobreviure a Béla Bartók per trenta-set anys, morint a Budapest en 1982, als setanta-nou anys. El seu centenari del naixement del seu marit s'havia celebrat l'any anterior. Va ser enterrada prop d'ell a Budapest, després que el cos de Bartók fos traslladat dels EUA a Hongria.
El Premi Béla Bartók-Ditta Pásztory porta el seu nom en el seu honor.